# Rakoš
Rakosh en albanais et Rakoš en serbe latin (en serbe cyrillique : Ракош) est une localité du Kosovo située dans la commune/municipalité d'Istog/Istok et dans le district de Pejë/Peć. Selon le recensement kosovar de 2011, elle compte 872 habitants, tous albanais.

## Démographie

### Évolution historique de la population dans la localité
| 1948 | 1953 | 1961 | 1971 | 1981 | 1991  | 2011 |
| ---- | ---- | ---- | ---- | ---- | ----- | ---- |
| 535  | 543  | 644  | 752  | 825  | 1 018 | 872  |

|  |